# Grace Daniel
Grace Kubi Daniel (* 24. Februar 1984) ist eine Badmintonspielerin aus Nigeria.

## Karriere
Bei den Olympischen Sommerspielen 2008 in Peking nahm Grace Daniel am Badminton-Einzelturnier teil. In der ersten Runde verlor sie dort gegen Kristína Ludíková mit 0:2 Sätzen.
Die Afrikaspiele gestaltete sie 2007 siegreich. Bei den Mauritius International gewann sie bis 2010 insgesamt sechs Titel. 2008 siegte sie bei den Kenya International.

## Sportliche Erfolge
| Saison | Veranstaltung              | Disziplin   | Platz | Name |
| ------ | -------------------------- | ----------- | ----- | --- |
| 2000   | Afrikameisterschaft        | Damendoppel | 1     | Grace Daniel / Miriam Sude |
| 2002   | Afrikameisterschaft        | Damendoppel | 2     | Grace Daniel / Miriam Sude |
| 2002   | Afrikameisterschaft        | Dameneinzel | 2     | Grace Daniel |
| 2002   | Nigeria International      | Dameneinzel | 1     | Grace Daniel |
| 2003   | Afrikaspiele               | Dameneinzel | 1     | Grace Daniel |
| 2004   | Afrikameisterschaft        | Damendoppel | 2     | Grace Daniel / Miriam Sude |
| 2004   | Afrikameisterschaft        | Mixed       | 1     | Greg Orobosa Okuonghae / Grace Daniel                                                                                         |
| 2005   | South Africa International | Dameneinzel | 1     | Grace Daniel |
| 2006   | Mauritius International    | Mixed       | 1     | Greg Orobosa Okuonghae / Grace Daniel                                                                                         |
| 2006   | Mauritius International    | Damendoppel | 1     | Grace Daniel / Karen Foo Kune                                                                                                 |
| 2007   | Afrikameisterschaft        | Damendoppel | 2     | Grace Daniel / Karen Foo Kune                                                                                                 |
| 2007   | Afrikameisterschaft        | Dameneinzel | 1     | Grace Daniel |
| 2007   | Afrikaspiele               | Dameneinzel | 1     | Grace Daniel |
| 2008   | Mauritius International    | Dameneinzel | 1     | Grace Daniel |
| 2008   | Kenya International        | Mixed       | 1     | Greg Orobosa Okuonghae / Grace Daniel                                                                                         |
| 2008   | Nigeria International      | Mixed       | 1     | Greg Orobosa Okuonghae / Grace Daniel                                                                                         |
| 2009   | Afrikameisterschaft        | Mixed       | 1     | Ola Fagbemi / Grace Daniel |
| 2009   | Afrikameisterschaft        | Damendoppel | 1     | Grace Daniel / Mary Gideon |
| 2009   | Mauritius International    | Mixed       | 1     | Ola Fagbemi / Grace Daniel |
| 2009   | Mauritius International    | Dameneinzel | 1     | Grace Daniel |
| 2009   | Mauritius International    | Damendoppel | 1     | Grace Daniel / Mary Gideon |
| 2011   | Afrikaspiele               | Team Mixed  | 1     | Jinkan Ifraimu Ibrahim Adamu Ola Fagbemi Joseph Abah Eneojo Susan Ideh Maria Braimoh Grace Daniel Fatima Azeez Victor Makanju |